# Collina di san Bernardo
La collina di San Bernardo (707 m s.l.m.) è una collina situata nel Canton Ticino, nel territorio del comune di Comano. Costituisce, assieme alla Cima di Lago, al Monte Bigorio e al San Rocco di Porza, lo spartiacque tra i fiumi Vedeggio e Cassarate.

## Descrizione
Alla sua sommità è presente un eremo ed una piccola chiesa con campanile.
Il suo pendio è ricoperto da latifoglie (angiosperme) principalmente castagni, robinie, roveri, faggi e betulle. Più rare le conifere.
La sommità della collina è raggiungibile grazie a numerosi sentieri, che in aggiunta alla strada forestale che collega Comano con la Capriasca, permettono escursioni piacevolmente immerse nel verde.
Sentieri e strada forestale sono stati teatro della gara di marathon dei mondiali disputatesi nel 2003.

Dalla sommità il punto di vista è notevole e spazia a sud sulla città di Lugano e il suo lago, il golfo di Agno e la parte finale della valle del Vedeggio. Verso nord est la vista volge sulla Capriasca e la Val Colla. I Denti della Vecchia, il Monte Boglia e la valle del Cassarate sono il paesaggio visibile ad est.
Ogni anno alla quarta domenica di agosto, il colle si anima per la celebrazione di funzioni religiose dedicate al santo patrono e per la sagra campestre molto frequentata dagli abitanti della regione. I festeggiamenti si protraggono anche il lunedì, seguiti in particolare dai comanesi.

## Galleria d'immagini

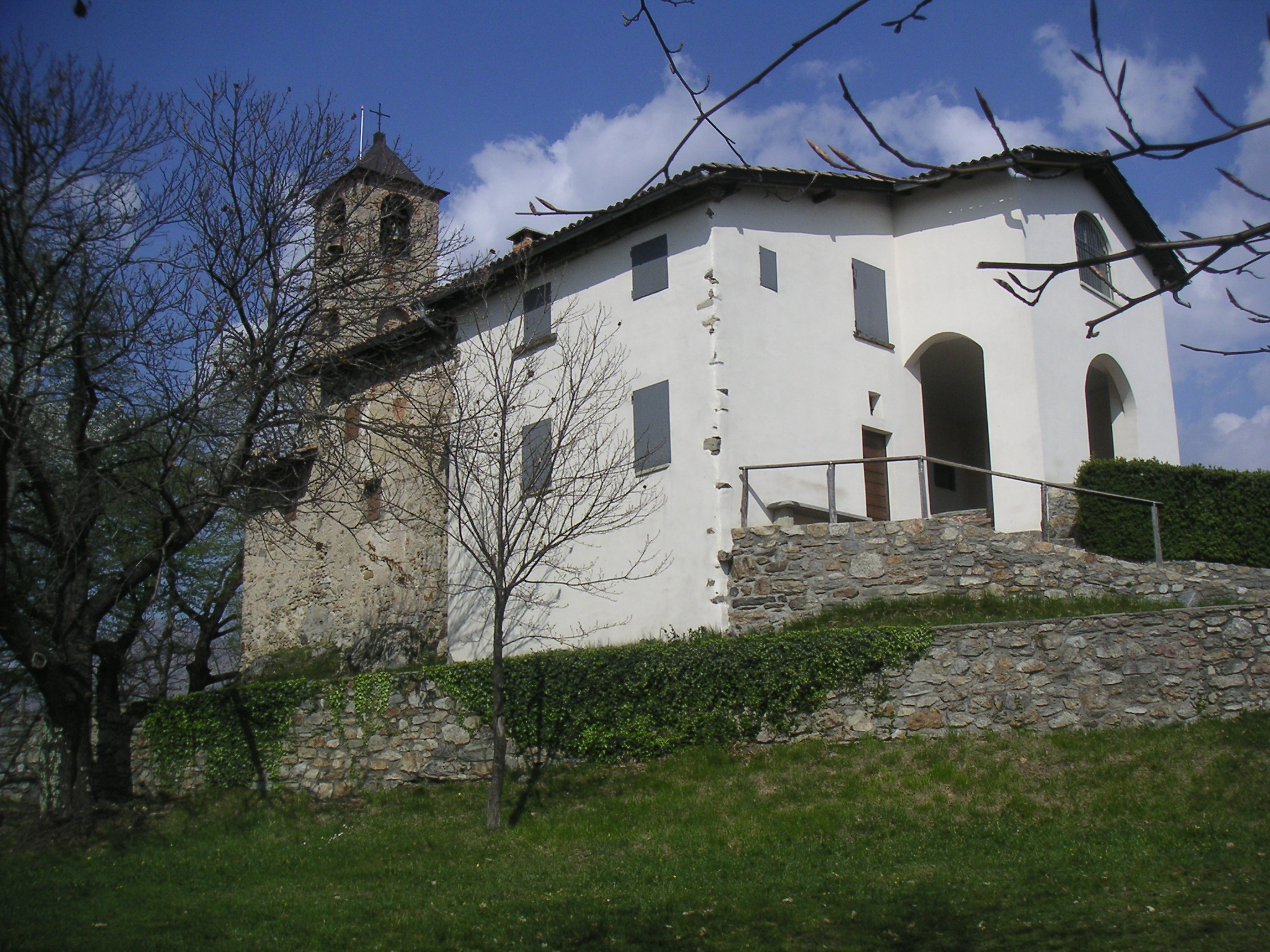
Collina di San Bernardo - La chiesa
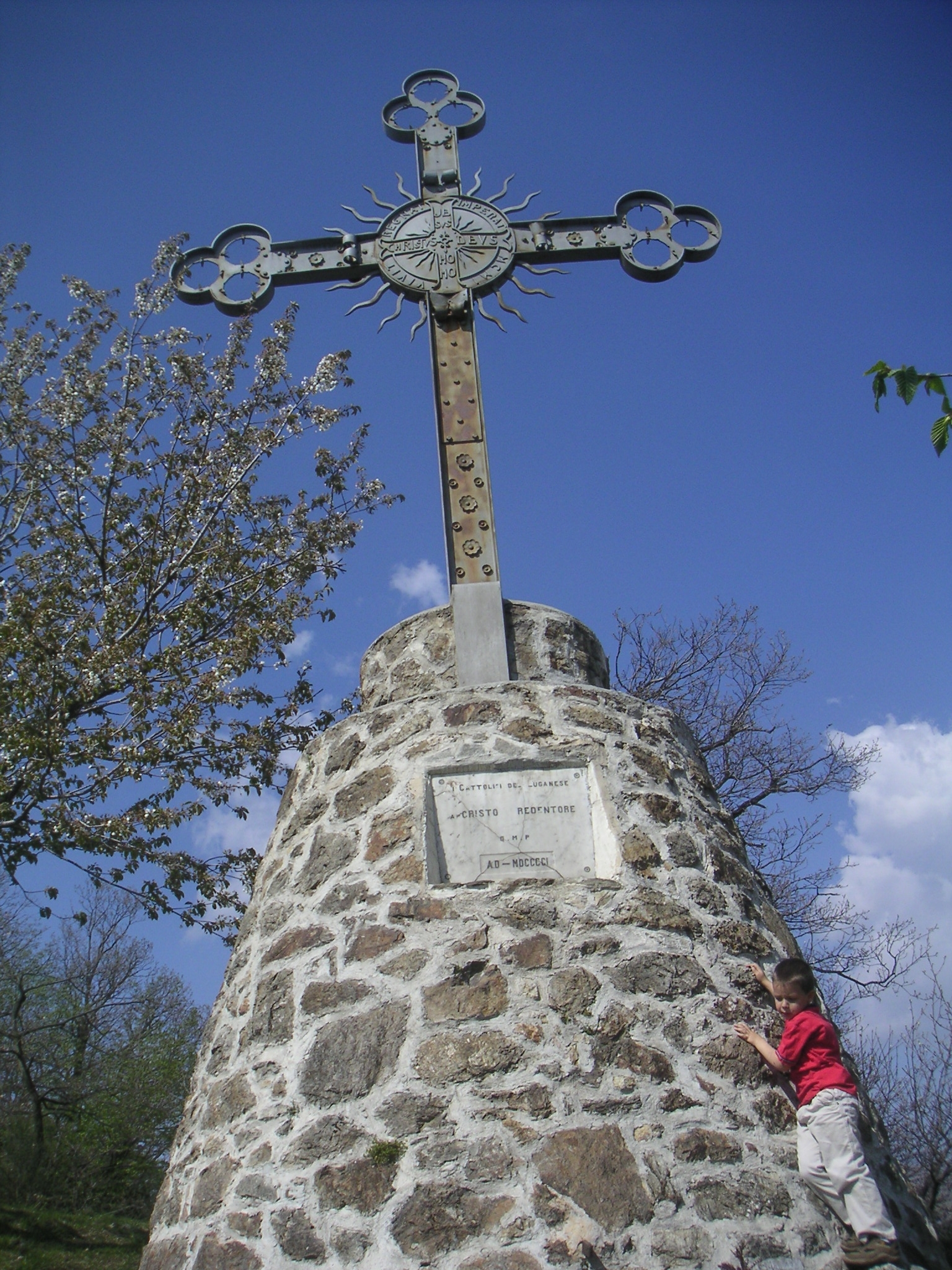
Collina di San Bernardo - La croce di ferro
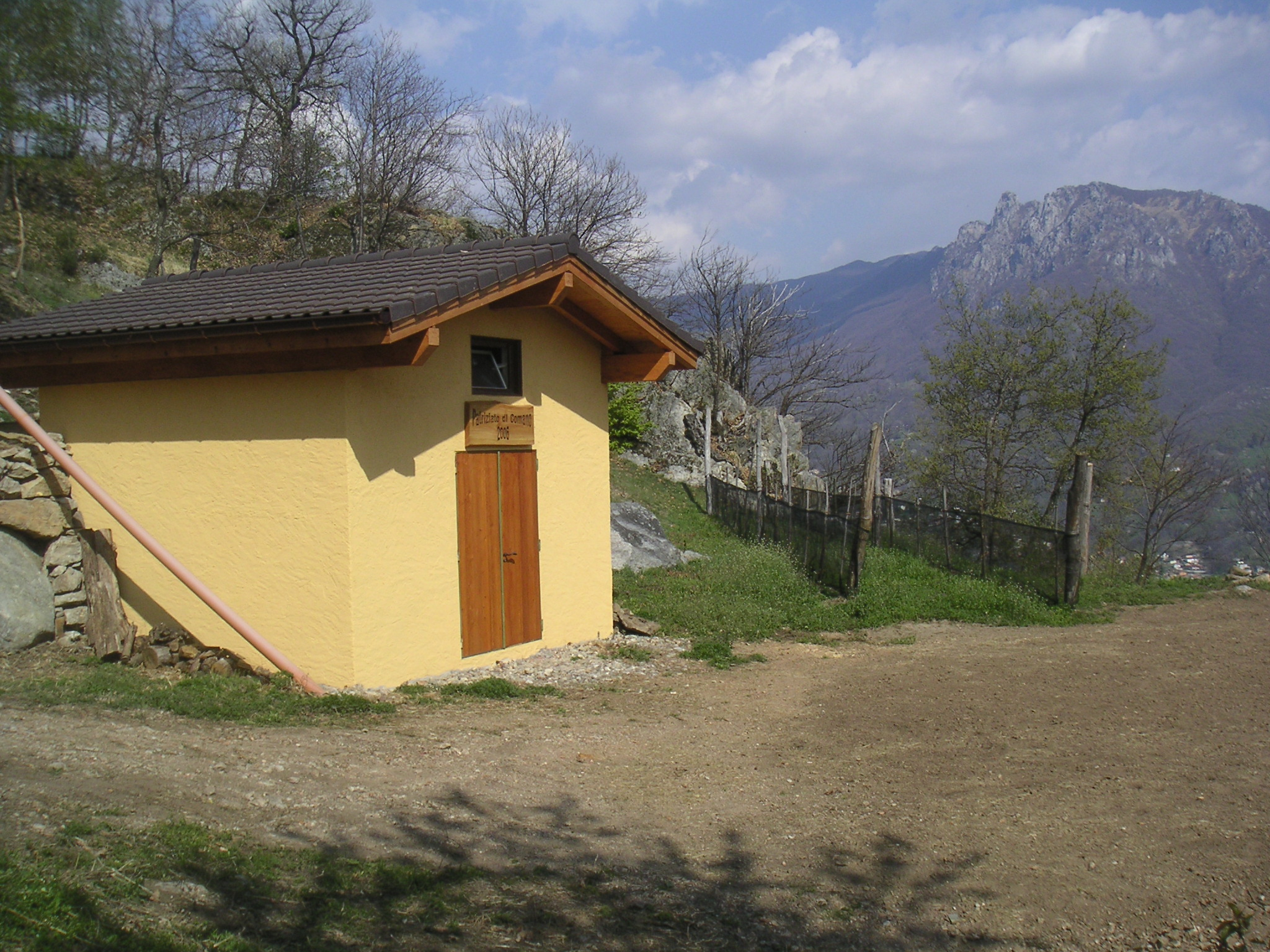
Collina di San Bernardo - Il vigneto sperimentale ed il rustico
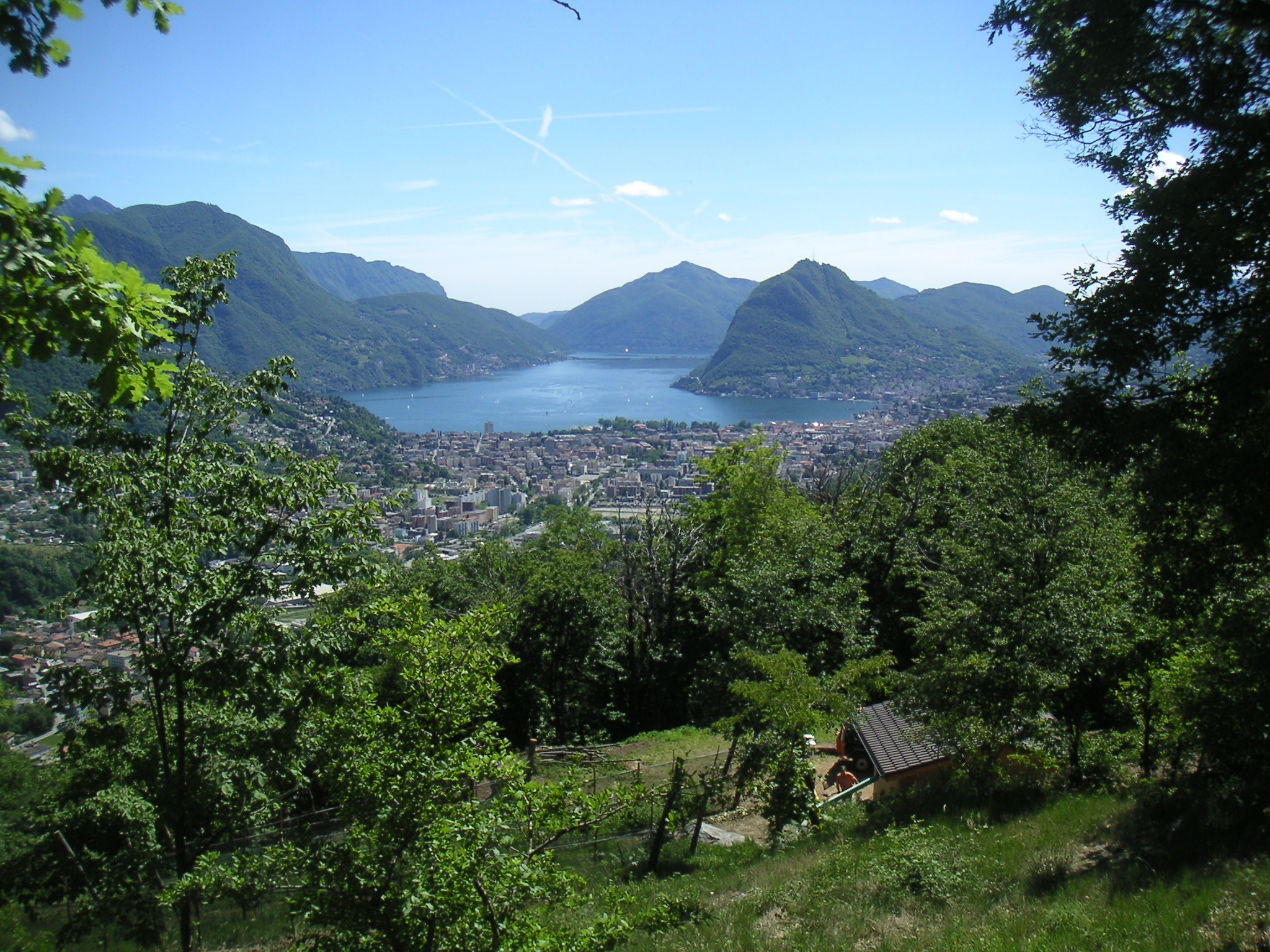
Collina di San Bernardo - Veduta sul golfo di Lugano